# Danh sách hãn Krym

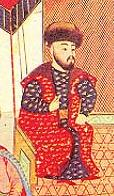
Meñli I Giray.

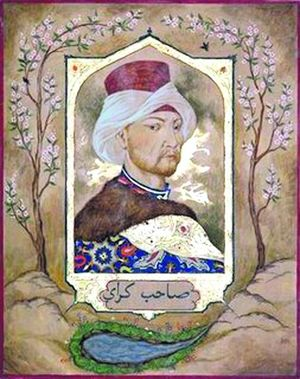
Sahib II Giray.

Hãn quốc Krym là một quốc gia tồn tại ở miền nam Ukraina ngày nay từ năm 1441 đến năm 1783. Người Tatar Krym mặc dù không phải là một bộ phận của dân tộc Ukraina, nhưng có mối liên hệ sâu sắc với nhau, và họ cai trị một phần lớn Ukraina hiện đại trong khoảng thời gian 300 năm.
Vị trí của hãn ở Krym là do bầu cử và được chọn bởi các bey từ bốn trong số những gia đình cao quý nhất (còn được gọi là các bey Qarachi: Argyn, Kipchak, Shirin và Baryn) tại kurultai, nơi quyết định về ứng cử viên được thông qua. Vị hãn mới đắc cử được đưa lên trên một tấm vải nỉ trắng và bên trên ông đọc những lời cầu nguyện của người Hồi giáo, sau đó vị hãn này đăng quang một cách khải hoàn.

## Danh sách
Sau đây là bảng niên đại trị vì của các hãn của Hãn quốc Krym từ triều đại Giray:
| Thời gian cai trị | Tên                            | Ghi chú                        |
| --- | ------------------------------ | ------------------------------ |
| 1441–1456 | Hacı I Giray                   | Trị vì lần đầu.                |
| 1456 | Haydar                         |                                |
| 1456–1466 | Hacı I Giray                   | Trị vì lần hai.                |
| 1466–1468 | Nur Devlet                     | Trị vì lần đầu.                |
| 1468–1474 | Meñli I Giray                  | Trị vì lần đầu.                |
| 1474–1475 | Nur Devlet                     | Trị vì lần hai.                |
| 1475–1476 | Meñli I Giray                  | Trị vì lần hai.                |
| 1476–1477 | triều đại bị tước bỏ quyền lực | triều đại bị tước bỏ quyền lực |
| 1477 | Nur Devlet                     | Trị vì lần ba.                 |
| 1478–1514 | Meñli I Giray                  | Trị vì lần ba.                 |
| 1514–1523 | Mehmed I Giray                 |                                |
| 1523–1524 | Ğazı I Giray                   |                                |
| 1524–1532 | Saadet I Girai                 |                                |
| 1532 | İslâm I Giray                  |                                |
| 1532–1551 | Sahib I Giray                  |                                |
| 1551–1577 | Devlet I Giray                 |                                |
| 1577–1584 | Mehmed II Giray                |                                |
| 1584 | Saadet II Giray                |                                |
| 1584–1588 | İslâm II Giray                 |                                |
| 1588–1596 | Ğazı II Giray                  | Trị vì lần đầu.                |
| 1596 | Fetih I Giray                  |                                |
| 1596–1607 | Ğazı II Giray                  | Trị vì lần hai.                |
| 1607–1608 | Toqtamış Giray                 |                                |
| 1608–1610 | Selâmet I Giray                |                                |
| 1610–1623 | Canibek Giray                  | Trị vì lần đầu.                |
| 1623–1628 | Mehmed III Giray               | †                              |
| 1628–1635 | Canibek Giray                  | Trị vì lần hai.                |
| 1635–1637 | İnayet Giray                   |                                |
| 1637–1641 | Bahadır I Giray                |                                |
| 1641–1644 | Mehmed IV Giray                | Trị vì lần đầu.                |
| 1644–1654 | İslâm III Giray                |                                |
| 1654–1666 | Mehmed IV Giray                | Trị vì lần hai.                |
| 1666–1671 | Adil Giray                     |                                |
| 1671–1678 | Selim I Giray                  | Trị vì lần đầu.                |
| 1678–1683 | Murad Giray                    |                                |
| 1683–1684 | Haci II Giray                  |                                |
| 1684–1691 | Selim I Giray                  | Trị vì lần hai.                |
| 1691 | Saadet III Giray               |                                |
| 1691–1692 | Safa Giray                     |                                |
| 1692–1699 | Selim I Giray                  | Trị vì lần ba.                 |
| 1699–1702 | Devlet II Giray                | Trị vì lần đầu.                |
| 1702–1704 | Selim I Giray                  | Trị vì lần bốn.                |
| 1704–1707 | Ğazı III Giray                 |                                |
| 1707–1708 | Qaplan I Giray                 | Trị vì lần đầu.                |
| 1709–1713 | Devlet II Giray                | Trị vì lần hai.                |
| 1713–1715 | Qaplan I Giray                 | Trị vì lần hai.                |
| 1716–1717 | Devlet III Giray               |                                |
| 1717–1724 | Saadet IV Giray                |                                |
| 1724–1730 | Meñli II Giray                 | Trị vì lần đầu.                |
| 1730–1736 | Qaplan I Giray                 | Trị vì lần ba.                 |
| 1736–1737 | Fetih II Giray                 |                                |
| 1737–1740 | Meñli II Giray                 | Trị vì lần hai.                |
| 1740–1743 | Selamet II Giray               |                                |
| 1743–1748 | Selim II Giray                 |                                |
| 1748–1756 | Arslan Giray                   | Trị vì lần đầu.                |
| 1756–1758 | Halim Giray                    |                                |
| 1758–1764 | Qırım Giray                    | Trị vì lần đầu.                |
| 1765–1767 | Selim III Giray                | Trị vì lần đầu.                |
| 1767 | Arslan Giray                   | trị vì lần hai                 |
| 1767–1768 | Maqsud Giray                   |                                |
| 1768–1769 | Qırım Giray                    | Trị vì lần hai.                |
| 1769–1770 | Devlet IV Giray                | Trị vì lần đầu.                |
| 1770 | Qaplan II Giray                |                                |
| 1770–1771 | Selim III Giray                | Trị vì lần hai.                |
| 1771–1775 | Sahib II Giray                 | †                              |
| 1775–1777 | Devlet IV Giray                | Trị vì lần hai.                |
| 1777–1782 | Şahin Giray                    | Trị vì lần đầu.                |
| 1782 | Bahadır II Giray               |                                |
| 1782–1783 | Şahin Giray                    | Trị vì lần hai.                |
| † Các triều đại của Canibek Giray năm 1624 và của Maqsud Giray năm 1771–1772 không được liệt kê. Mặc dù những vị hãn này được chính thức bổ nhiệm bởi các sultan Ottoman nhưng họ không lên được ngai vàng và không cai trị Krym. Trong những năm được đề cập, quyền lực tại Hãn quốc Krym lần lượt được thực thi bởi Mehmed III Giray và Sahib II Giray. |                                |                                |
| |                                |                                |